# RKC Waalwijk
El RKC Waalwijk (Rooms Katholieke Combinatie Waalwijk) és un club de futbol neerlandès de la ciutat de Waalwijk.

## Història
El RKC va ser fundat el 26 d'agost de 1940 com a resultat de la fusió de tres clubs: HEC, WVB i Hercules. El seu nom vol dir Combinació Catòlica-Romana (Rooms Katholieke Combinatie).
La temporada 2017–18 el RKC fou 16è de 20 equips a l'Eerste Divisie. El 2019 ascendí a l'Eredivisie després de cinc anys d'absència, després de derrotar el Go Ahead Eagles en el play-off, empat 0–0 a casa i victòria 4–5 a la tornada forma. La temporada 2019–20 finalitzà en darrera posició, però evità el descens en cancel·lar-se la competició a causa de la pandèmia de la COVID-19. La següent temporada, 2020–21, aconseguí evitar el descens en finalitzar 15è.
El seu primer estadi fou l'Olympiaweg. L'actual, el Mandemakers Stadion fou inaugurat el 1996 en un partit contra el Roda JC.

## Palmarès
- Eerste Divisie:
  - 1987–88, 2010–11

## Jugadors històrics destacats
- Khalid Boulahrouz.

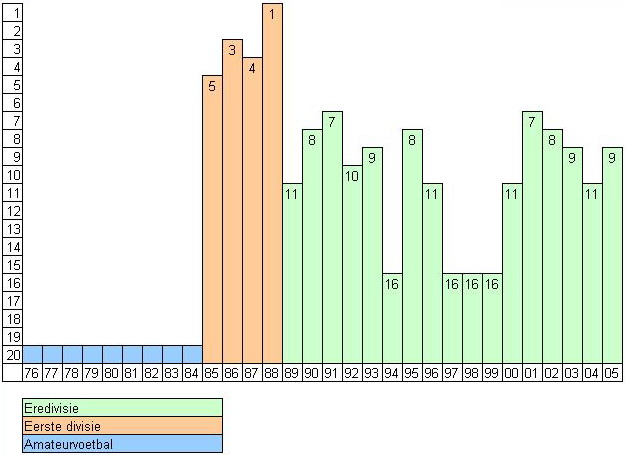
Gràfica RKC 1976-2005

- Giovanni van Bronckhorst.
- Harry Decheiver.
- Rick Hoogendorp.
- John Lammers.
- Jason Oost.
- Željko Petrović.
- Cees Schapendonk.
- Clyde Wijnhard.

## Entrenadors destacats

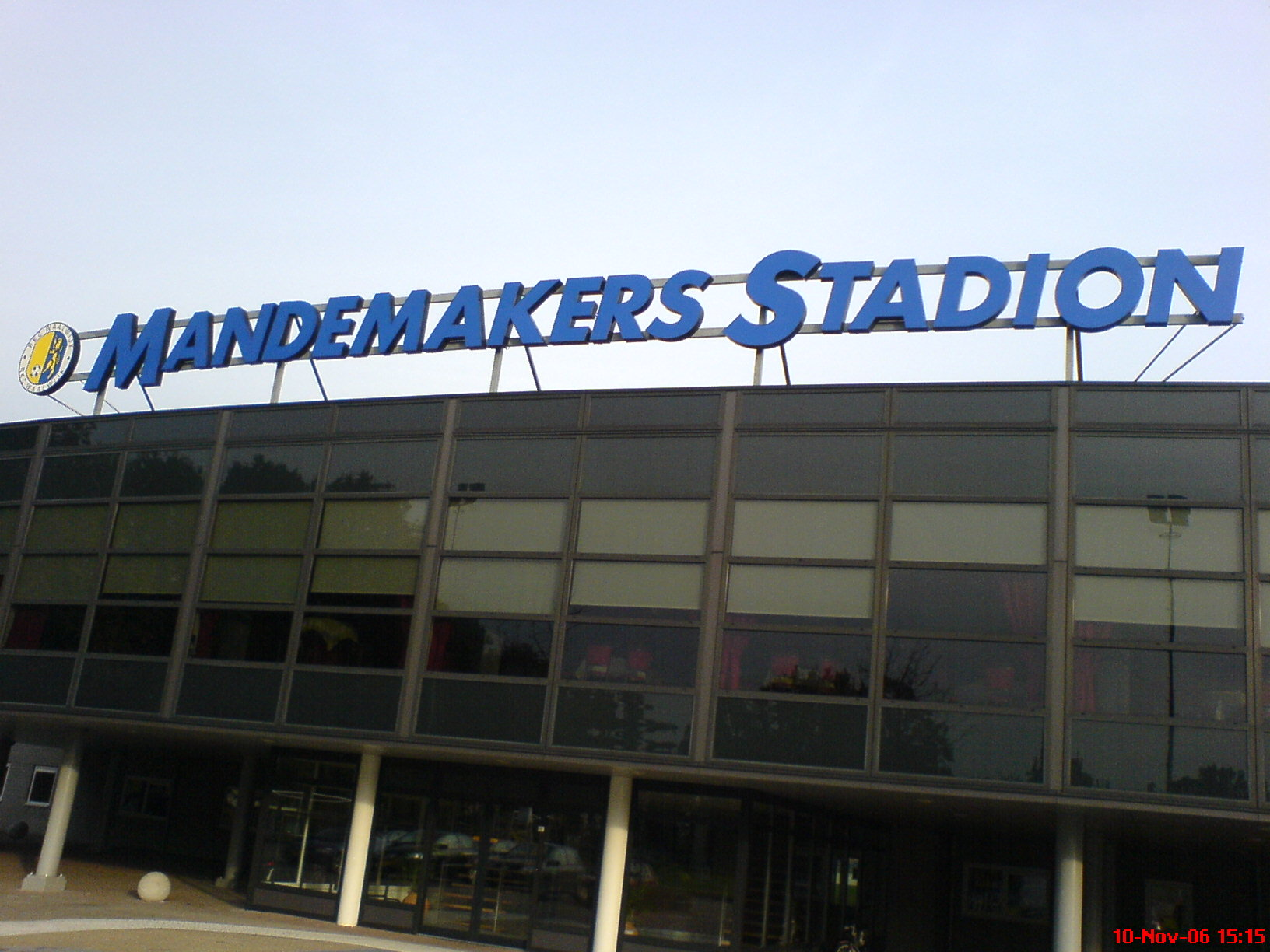
Mandemakers Stadion

- Peter Boeve
- Bert Jacobs
- Martin Jol
- Erwin Koeman
- Adrie Koster
- Hans Verèl